# Quintette en sol mineur de Prokofiev

Le Quintette en sol mineur opus 39 est un quintette pour hautbois, clarinette, violon, alto, contrebasse de Sergueï Prokofiev. Composé en 1924 sur une commande du chorégraphe Boris Romanov pour accompagner un petit ballet en six tableaux dans le cadre d'un spectacle ambulant nommé trapèze sur le thème du cirque. Trapèze fut donné en Italie et en Allemagne en 1925. En 1927 il fut créé comme partition de chambre à Moscou.

## Analyse de l'œuvre
1. Tema: Moderato - Variations I, II - tema
2. Andante energico
3. Allegro sostenuto ma con brio
4. Adagio pesante
5. Allegro precipitato
6. Andantino

## Transcription
Le chef d'orchestre Dimitri Mitropoulos en a réalisé un arrangement pour orchestre et l'a lui-même enregistré en 1950.

## Source
- François-René Tranchefort, guide de la musique de chambre éd. Fayard 1989 p.707